# 眼贴
眼贴，也可以称为护眼贴，主要贴在人的眼睛部位，主要成分是中草药成分加上某些化学成分。市場上一些眼贴宣称可以根治眼病，但遭到质疑。